# Респендиал
Респендиал (лат. Respendialus; V век) — царь аланов (первая четверть V века).

## Биография
Основными нарративными источниками, из которых современные историки черпают сведения о Респендиале и подвластных ему аланах, являются свидетельства позднеантичных хроник (в том числе, хроник Идация и Марцеллина Комита), «Истории франков» Григория Турского и некоторых агиографических сочинений.
Ни один из этих источников ничего не сообщает о происхождении и времени начала правления Респендиала. Известно, что в первые годы V века часть аланов была союзником правителей Западной Римской империи и активно участвовала в отражении военачальником Стилихоном вторжений на Апеннинский полуостров орд Алариха I и Радагайса. Однако к концу 406 года часть их, возглавляемая Респендиалом, уже превратились во врагов римлян. Причиной этого стало давление, которое под ударами гуннов начали оказывать на живших на правом берегу Рейна аланов соседние с ними племена. По свидетельству Григория Турского, ссылавшегося на несохранившейся до нашего времени труд римского историка Рената Профутура Фригерида, Респендиал в декабре 406 года вместе с союзными аланам вандалами и свевами предпринял попытку переправиться с правого на левый берег Рейна, чтобы найти убежище от гуннов на территории Западной Римской империи. После вывода Стилихоном основной массы римских войск с рейнской границы её охраняли только немногочисленные гарнизоны фортов, федераты-франки, а также союзники римлян бургунды и алеманны. Шедшие в авангарде переселения вандалы встретили сильное сопротивление со стороны франков: в сражении, развернувшемся в междуречье Рейна и Неккара, погибли около 20 000 вандалов вместе со своим королём Годагислом и если бы не своевременный подход войска Респендиала, вандалы «полностью были бы уничтожены». Прибытие аланов позволило союзникам одержать победу над франками и 31 декабря беспрепятственно перейти Рейн между Майнцем и Бонном.
Переправившись через Рейн, аланы, вандалы и свевы утвердились в районе между средним Рейном и Северной Галлией и в следующие два года неоднократно совершали отсюда грабительские рейды по территории Римской Галлии. В 407—408 годах нападениям подверглась большая часть здешних городов, включая Аррас, Амьен, Лан, Реймс, Страсбург, Тулузу, Мец, Лангр, Клермон, Арль и Ангулем. Многие из них были опустошены, а некоторые временно пришли в полное запустение. Тем не менее, некоторые из галльских городов сумели оказать варварам успешное сопротивление. Также неудачей завершилась и попытка аланов и вандалов вторгнуться в 407 году в Римскую Испанию. Предполагается, что аланы могли иметь в это время союзнические отношения сначала с узурпатором Константином III, поставляя в его войско своих воинов, а затем с восставшим против него военачальником Геронтием. Возможно, что союз с Геронтием, люди которого охраняли горные проходы, позволил аланам, вандалам и свевам 13 октября 409 года беспрепятственно перейти через Пиренеи и начать разграбление земель Римской Испании. Современные событиям хронисты описывают страшное разорение испанских провинций, не менее разрушительное чем то, которое варвары ранее нанесли Галлии. Однако часть аланов, возглавляемая Гоаром, не пожелала и дальше подчиняться власти Респендиала, и в 410 году возвратилась в Галлию, поступив здесь на службу к римлянам.
В 411 году аланы, вандалы и свевы произвели между собой раздел земель Пиренейского полуострова, неконтролируемых равеннским императорским двором: аланам по жребию достались две римские провинции — Лузитания и Карфагеника, вандалам-силингам — Бетика, вандалам-асдингам — Галлеция. На основании того, что аланы получили больше территорий, чем вандалы и свевы, существует мнение, что они могли доминировать в этом союзе. Неизвестно точно, кто в это время был правителем испанских аланов, так как вплоть до 418 года источники не упоминают имён их царей. Предполагается, что власть среди аланов на Пиренейском полуострове или могла быть разделена между Респендиалом и Аддаком (первый мог править аланами в Карфагенике, второй — в Лузитании), или Аддак мог быть преемником Респендиала и управлять всеми аланами. В пользу первой версии говорит сообщение одной из хроник, согласно которому у аланов в Испании было два царя. По мнению историка Бернарда Бахраха, Респендиал был жив ещё в 418 году, когда король вестготов Валия, по поручению римлян два года ведший военные действия в Испании, разгромил вандалов и лузитанских аланов. Падение власти Респендиала этот историк относит к более позднему времени и связывает это событие с королём вандалов Гундерихом, который таким образом соединил в своих руках единоличную власть как над всеми вандалами, так и над всеми аланами.